# نورثچپل
نورثچپل (به انگلیسی: Northchapel) یک روستا و محله مدنی در بریتانیا است که در Chichester واقع شده‌است. نورثچپل ۱۳٫۶۲ کیلومتر مربع مساحت و ۷۹۷ نفر جمعیت دارد.